# Cherokee Parks
Cherokee Bryan Parks (Huntington Beach, 11 ottobre 1972) è un ex cestista statunitense, professionista nella NBA.

## Carriera
Ha disputato il campionato universitario di pallacanestro con i Duke Blue Devils allenati da Mike Krzyzewski, vincendo il titolo nazionale NCAA nel 1992, al suo primo anno, insieme a futuri giocatori NBA come Christian Laettner, Grant Hill e Bobby Hurley. Dopo il college, è stato selezionato dai Dallas Mavericks al primo giro del Draft NBA 1995 con la 12ª scelta assoluta.
Nel corso della sua carriera NBA, durata nove stagioni (dal 1995-1996 al 2003-2004), Parks ha giocato per i Dallas Mavericks, i Minnesota Timberwolves, i Vancouver Grizzlies, i Los Angeles Clippers, i San Antonio Spurs, i Washington Wizards e i Golden State Warriors. Ha registrato i suoi massimi in carriera nella stagione 1997-1998 ai tempi dei Timberwolves, con una media di 7,1 punti e 5,5 rimbalzi a partita.
Nel 2011 è tornato in attività, anche se nel campionato di Nationale 2, ovvero il quarto livello del sistema cestistico francese, con i colori dell'U.S. Aubenas.

## Statistiche

### College
| Anno      | Squadra          | PG  | PT | MP   | TC%  | 3P%  | TL%  | RP  | AP  | PRP | SP  | PP   |
| --------- | ---------------- | --- | -- | ---- | ---- | ---- | ---- | --- | --- | --- | --- | ---- |
| 1991-1992 | Duke Blue Devils | 34  | 3  | 12,8 | 57,1 | -    | 72,5 | 2,4 | 0,4 | 0,1 | 1,0 | 5,0  |
| 1992-1993 | Duke Blue Devils | 32  | 31 | 28,1 | 65,2 | -    | 72,0 | 6,9 | 0,4 | 0,8 | 2,0 | 12,3 |
| 1993-1994 | Duke Blue Devils | 34  | 34 | 30,5 | 53,6 | 17,6 | 77,2 | 8,4 | 0,9 | 1,1 | 2,2 | 14,4 |
| 1994-1995 | Duke Blue Devils | 31  | 31 | 35,2 | 50,1 | 36,5 | 77,6 | 9,3 | 1,5 | 0,8 | 1,8 | 19,0 |
| Carriera  | Carriera         | 131 | 99 | 26,4 | 55,1 | 33,3 | 75,5 | 6,7 | 0,8 | 0,7 | 1,8 | 12,5 |

### NBA

#### Regular Season
| Anno      | Squadra             | PG  | PT  | MP   | TC%  | 3P%  | TL%  | RP  | AP  | PRP | SP  | PP  |
| --------- | ------------------- | --- | --- | ---- | ---- | ---- | ---- | --- | --- | --- | --- | --- |
| 1995-1996 | Dallas Mavericks    | 64  | 3   | 13,6 | 40,9 | 26,9 | 66,1 | 3,4 | 0,5 | 0,4 | 0,5 | 3,9 |
| 1996-1997 | Minnesota T'wolves  | 76  | 0   | 12,6 | 51,0 | 0,0  | 60,5 | 2,6 | 0,4 | 0,5 | 0,6 | 3,3 |
| 1997-1998 | Minnesota T'wolves  | 79  | 43  | 21,6 | 49,9 | 0,0  | 65,1 | 5,5 | 0,7 | 0,5 | 1,1 | 7,1 |
| 1998-1999 | Vancouver Grizzlies | 48  | 41  | 23,3 | 42,9 | 0,0  | 54,5 | 5,1 | 0,8 | 0,6 | 0,6 | 5,5 |
| 1999-2000 | Vancouver Grizzlies | 56  | 14  | 14,4 | 49,7 | 0,0  | 64,9 | 3,3 | 0,6 | 0,5 | 0,8 | 3,0 |
| 2000-2001 | Wash. Wizards       | 13  | 0   | 13,7 | 47,4 | -    | 70,6 | 3,1 | 0,5 | 0,5 | 0,8 | 3,7 |
| 2000-2001 | L.A. Clippers       | 52  | 31  | 16,8 | 49,2 | 0,0  | 70,4 | 3,6 | 0,8 | 0,4 | 0,5 | 4,8 |
| 2001-2002 | San Antonio Spurs   | 42  | 1   | 5,6  | 36,1 | -    | 37,5 | 1,4 | 0,2 | 0,2 | 0,2 | 1,5 |
| 2002-2003 | L.A. Clippers       | 30  | 18  | 21,6 | 50,3 | 50,0 | 60,5 | 4,4 | 0,7 | 0,5 | 0,7 | 6,3 |
| 2003-2004 | G.S. Warriors       | 12  | 0   | 5,3  | 40,0 | -    | 66,7 | 0,8 | 0,1 | 0,0 | 0,3 | 1,0 |
| Carriera  | Carriera            | 472 | 151 | 15,8 | 47,0 | 21,1 | 63,0 | 3,6 | 0,6 | 0,4 | 0,6 | 4,4 |

#### Playoffs
| Anno     | Squadra            | PG | PT | MP   | TC%  | 3P% | TL% | RP  | AP  | PRP | SP  | PP  |
| -------- | ------------------ | -- | -- | ---- | ---- | --- | --- | --- | --- | --- | --- | --- |
| 1997     | Minnesota T'wolves | 1  | 0  | 11,0 | 66,7 | -   | -   | 5,0 | 0,0 | 1,0 | 0,0 | 4,0 |
| 1998     | Minnesota T'wolves | 1  | 0  | 1,0  | -    | -   | -   | 0,0 | 0,0 | 0,0 | 0,0 | 0,0 |
| 2002     | San Antonio Spurs  | 5  | 0  | 8,6  | 28,6 | -   | 0,0 | 2,2 | 0,0 | 0,0 | 0,4 | 1,6 |
| Carriera | Carriera           | 7  | 0  | 7,9  | 35,3 | -   | 0,0 | 2,3 | 0,0 | 0,1 | 0,3 | 1,7 |

## Palmarès
- McDonald's All-American Game (1991)
- Campione NCAA (1992)